# Mott (álbum)
Mott es el sexto álbum de la banda británica de glam rock Mott the Hoople, publicado en junio de 1973. Siguió a la racha de éxito que le dio su álbum anterior All the Young Dudes y su sencillo homónimo, escrito por David Bowie en 1972.
Su sencillo All the Way from Memphis fue alavado por la crítica y ayudó al álbum a ser el más vendido de la carrera de Mott the Hoople.
Ocupa el puesto 370 de la lista de los 500 Mejores Álbumes de todos los tiempos de la revista Rolling Stones.

## Contenido

### Portada
El álbum ha tenido 4 portadas en sus ediciones.
Las 3 primeras tienen en común un busto griego y un fondo blanco que se mezclando hasta ser rosado. En una de éstas aparece la silueta del busto, con la banda dentro. En otra aparece la cara del busto en la mitad izquierda, y en la derecha la banda, y en una tercera portada aparece el busto completo.
La cuarta portada muestra a la banda con un fondo color terracota al fondo, y con reflectores de luz mirando al espectador.